# Palo rosa
Palo rosa ou Palo de rosa est un nom vernaculaire en espagnol pour deux espèces d'arbres sud-américaines. Il peut être traduit par Bois de rose. Il peut faire référence à :
- Aspidosperma polyneuron, un arbre de la famille des Apocynacées
- Tipuana tipu, un arbre de la famille des Fabacées